# Kryry
Kryry (německy Kriegern) jsou město v okrese Louny v Ústeckém kraji. Nachází se v nejjižnější části kraje poblíž rozhraní čtyř krajů – Ústeckého, Karlovarského, Plzeňského a Středočeského. Ve městě žije přibližně 2 400 obyvatel.
Město má vybudovanou kompletní infrastrukturu, včetně zdravotnických zařízení. Ve městě je základní škola pro 400 dětí a mateřská škola pro 120 dětí. V lokalitě působí několik firem: AGC Flat Glass Czech – pobočka Kryry, Cihelna Kryry, RAN, Kryry, stavební firma Šilhánek a syn Kryry, Pila Kryry a řada dalších drobných podniků a podnikatelů.

## Název
Název města je odvozen od slova kryr (křikloun) ve významu ves kryrů. V pozdějších dobách, když se rozšířila němčina, bylo jméno spojeno s německým slovem Krieger (válečník). V historických pramenech se název objevuje ve tvarech: de Krir (1320), de Krirr (1344), de Krire (1357), Kryr (1369), Scir (okolo roku 1405), in Kryr (1374), in Krir (1388), in Krier (1402), in Kryr (1418), w Kryrzich (1542), kryry (1577), Kryry (1579, 1595) a Kriegern (1787, 1846).

## Historie
První písemná zmínka o vesnici je z roku 1320.
Od 23. ledna 2007 byl obci vrácen status města.

## Přírodní poměry
Jižně od města leží rozsáhlá opuštěná těžebna, v níž byl odkryt sled sedimentů, který se formoval v tropickém podnebí na rozhraní karbonu a permu. Převažujícím horninami jsou jílovce a prachovce, které vznikaly jako jezerní a říční sedimenty v prostředí meandrujících řek. Mezi nimi je patrných několik paleopůdních horizontů s mocností až jeden metr. V okrajových částech lomu vystupují čočkovitá tělesa hrubozrnných arkóz.

## Obyvatelstvo
Při sčítání lidu v roce 1921 zde žilo 2 541 obyvatel (z toho 1 231 mužů), z nichž bylo 264 Čechoslováků, 2 200 Němců, tři Židé, dva příslušníci jiné národnosti a 72 cizinců. Většina se hlásila k římskokatolické církvi, ale 47 členů měly evangelické církve, 39 církev československá, 24 církev izraelská, čtyři lidé patřili k jiným nezjišťovaným církvím a sedmdesát jich bylo bez vyznání. Podle sčítání lidu z roku 1930 mělo město 2 550 obyvatel: 369 Čechoslováků, 2 219 Němců, sedm Židů a patnáct cizinců. Kromě římskokatolické většiny zde žilo 37 evangelíků, 37 členů církve československé, devatenáct židů a 44 lidí bez vyznání.
| Město Kryry       | Město Kryry | Město Kryry | Město Kryry | Město Kryry | Město Kryry | Město Kryry | Město Kryry | Město Kryry | Město Kryry | Město Kryry | Město Kryry | Město Kryry | Město Kryry | Město Kryry |
|                   | 1869        | 1880        | 1890        | 1900        | 1910        | 1921        | 1930        | 1950        | 1961        | 1970        | 1980        | 1991        | 2001        | 2011        |
| ----------------- | ----------- | ----------- | ----------- | ----------- | ----------- | ----------- | ----------- | ----------- | ----------- | ----------- | ----------- | ----------- | ----------- | ----------- |
| Obyvatelé         | 2 914       | 3 625       | 3 731       | 3 806       | 4 202       | 4 103       | 4 124       | 2 384       | 2 638       | 2 485       | 2 573       | 2 454       | 2 446       | 2 345       |
| Místní část Kryry |             |             |             |             |             |             |             |             |             |             |             |             |             |             |
| Obyvatelé         | 1 430       | 1 926       | 2 121       | 2 237       | 2 571       | 2 541       | 2 550       | 1 606       | 1 774       | 1 741       | 1 957       | 2 003       | 2 015       | 1 901       |
| Domy              | 213         | 263         | 317         | 350         | 389         | 404         | 495         | 419         | 404         | 407         | 409         | 464         | 483         | 518         |

## Místní části
- Kryry
- Běsno
- Stebno
- Strojetice

## Doprava
Podél jižního okraje města vede železniční trať Plzeň–Žatec, na které zde stojí stanice Kryry.

## Pamětihodnosti
- kostel Narození Panny Marie
- sedm zastavení Bolestí Panny Marie
- zaniklý hrad Kryry
- měšťanský dvůr čp. 12
- bývalý pivovar
- Schillerova rozhledna

## Osobnosti
- Günther Landgraf (1928–2006), fyzik
- Jaroslav Valenta (1930–2004), historik